# Sint-Dominicuskerk (Antwerpen)

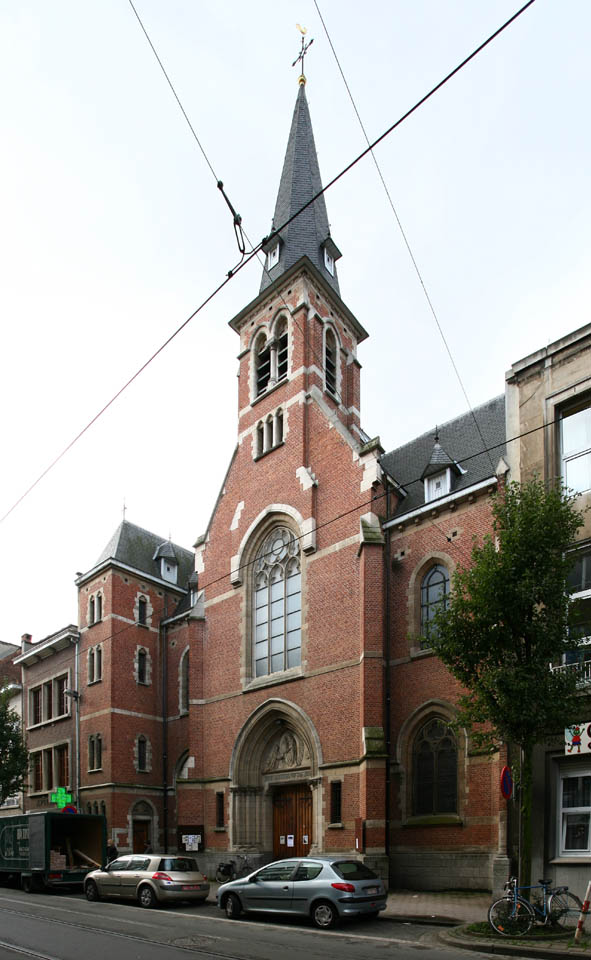
De kerk in 2008

De Sint-Dominicuskerk is een parochiekerk in de stad Antwerpen, gelegen aan Provinciestraat 112.

## Geschiedenis
De paters dominicanen, door de Fransen einde 18e eeuw verdreven uit Antwerpen, besloten in 1905 weer terug te keren. In 1907 vestigden ze zich aan de aan de Provinciestraat aanpalende Ploegstraat, waar ze enkele panden hadden aangekocht. Een nieuw klooster, naar ontwerp van Louis Corthouts, werd gebouwd van 1912-1913. Ten gevolge van de Eerste Wereldoorlog werd de bouw van een kerk uitgesteld. Van 1925-1926 werd uiteindelijk de kerk gebouwd naar ontwerp van Frans Mertens. Het reliëf in de timpaan boven de entree is van de hand van Alfons Baggen.
De kerk werd in 1968 verheven tot parochiekerk en in 2002 onttrokken aan de eredienst. Daarna fungeerde de kerk als buurthuis, Kievitsnest genaamd.

## Gebouw
Het betreft een naar het westen georiënteerd, bakstenen kerkgebouw in neogotische stijl. De voorgevel is ingepast in de straatwand en daarboven bevindt zich de toren. De driebeukige kerk heeft een recht afgesloten koor, geflankeerd door twee zijkoren.
Het orgel werd vervaardigd door de firma Stevens.